# Windows System Assessment Tool
A Windows System Assessment Tool (WinSAT) é um módulo do Microsoft Windows Vista e Windows 7 que está disponível no Painel de Controle em Informações e Ferramentas de Desempenho . Ele mede as características de desempenho diferentes e capacidades do hardware que está em execução e informa-los como um Índice de Experiência do Windows (WEI) pontuação. O WEI inclui cinco subescores: processador, memória, gráficos 2D, gráficos 3D, e de disco, o basescore é igual ao mais baixo dos subtotais.  A pontuação máxima possível, irá aumentar à medida que hardware mais poderoso torna-se disponíveis: o Windows Vista relata pontuações em uma escala entre 1,0 e 5,9, enquanto o Windows 7 aumenta o limite superior a 7,9.
O WEI permite aos usuários combinar seu desempenho do hardware do computador com os requisitos de desempenho de software. Por exemplo, o Aero interface gráfica de utilizador não será automaticamente ativado, a menos que o sistema tem uma pontuação WEI de 3 ou superior.  A WEI também pode ser usado para mostrar que parte de um sistema seria esperado para fornecer o maior aumento no desempenho quando atualizado. Por exemplo, um computador com o menor subtotal sendo a sua memória, se beneficiariam mais de uma RAM de atualização de adicionar um disco rígido rápido (ou qualquer outro componente). 
A Microsoft pretende que os editores de software usem a pontuação WEI para especificar os requisitos de hardware em vez de específicas parâmetros técnicos (como "256 MB de RAM ou mais"). A Microsoft também pretende que os fabricantes de hardware publiquem a pontuação WEI de seus computadores. No entanto, muito poucos fornecedores de software ou hardware tem feito até isso até hoje.[carece de fontes?] Em junho de 2011, a SandForce anunciou os processadores mais recentes o que permitiu que um único SSD chegar a 7,9 no teste de desempenho de disco. 
O WEI também está disponível para aplicações através de uma API , para que eles possam configurar-se como uma função de desempenho de hardware, aproveitando as suas capacidades, sem se tornar demasiado lenta. 